# Zuniceratops
Zuniceratops christopheri var en växtätande dinosaurie, besläktad med Triceratops. Zuniceratops levde i New Mexico, Nordamerika, och dateras till kritaperioden för cirka 90 miljoner år sedan. Det är den äldsta ceratopsien man hittat där.

## Beskrivning

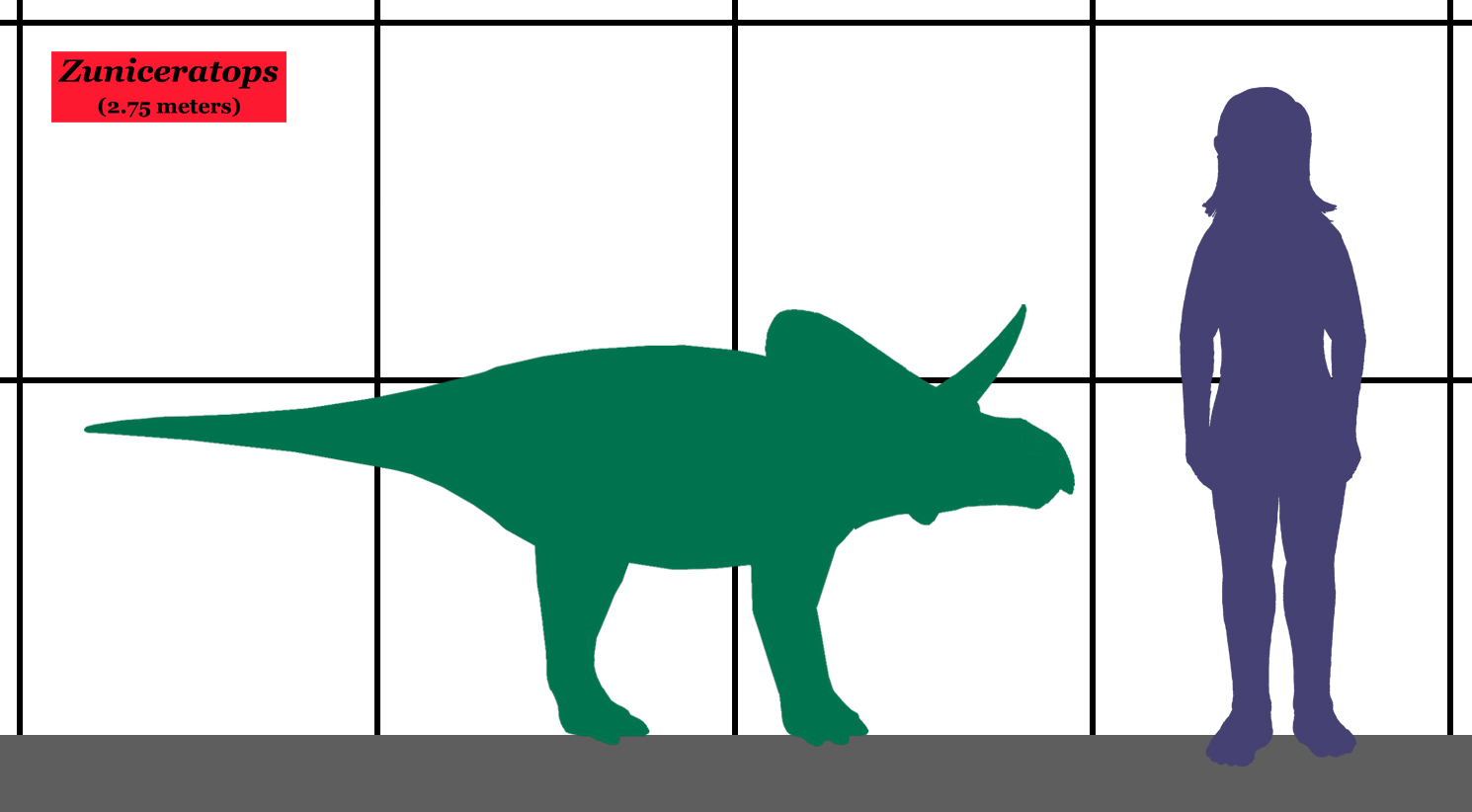
Zuniceratops i storlek jämfört med en människa.

Förutom likheter med sina senare släktingar i ceratopsidae liknade Zuniceratops på många sätt också den asiatiska Protoceratops, både vad gäller skelettets utseende och kroppsstorlek. Zuniceratops hade en för ceratopsier typisk skalle med stor benkrage bakom huvudet, som hade håligheter ( fenestrae ) för att lätta upp vikten. En  Zuniceratops blev mellan 2,7 och 3,5 meter lång och kunde väga omkring 150 kilo. Zuniceratops hade inget horn på nosen, men däremot två långa horn i pannan. Dessa horn var förmodligen effektiva vapen mot fiender, och kan även ha använts i strid mellan hannar under brunsten.

## Taxonomi
Zuniceratops var inte en äkta ceratopsid, trots sina likheter med dessa. Den klassas dock ibland som en medlem i överfamiljen ceratopsoidea.  